# La gran evasió
La gran evasió (títol original en anglès] The Great Escape) és una film èpic estatunidenc sobre la Segona Guerra Mundial, basat en la fugida d'un grup de presoners de guerra de la Commonwealth d'un camp de presoners militars, protagonitzat per Steve McQueen, James Garner i Richard Attenborough.
La pel·lícula està basada en el llibre de Paul Brickhill, de 1950, The Great Escape, una narració en primera persona de la fugida massiva realitzada al Stalag Luft III situat a Sagan (avui Żagań a Polònia), a la província de la Baixa Silèsia, a l'Alemanya nazi. Els personatges es basen en persones reals, tot i que a vegades es componen de diverses persones en una. No obstant, molts dels detalls de la fugida real es van canviar a la pel·lícula, i el paper dels nord-americans tant en el planejament com en la fugida es va inventar. The Great Escape va ser produït per la companyia The Mirisch Company, publicada per United Artists, i produïda i dirigida per John Sturges. El guió va ser obra de James Clavell i W. R. Burnett i la banda sonora del compositor Elmer Bernstein.
La pel·lícula es va estrenar mundialment a l'Odeon Leicester Square del West End de Londres el 20 de juny de 1963.

## Context històric
El 1944, durant la Segona Guerra Mundial, sis-cents oficials anglesos i americans presoners van treballar durant un any per planificar i executar l'evasió d'un camp de presoners nazi. Fou la major evasió de la història militar. La pel·lícula relata aquella història real amb un repartiment de luxe. Entre els protagonistes hi apareixen els instigadors de la gran evasió: el cervell organitzador britànic, l'expert en túnels, l'especialista en falsificacions de documents, l'encarregat dels aprovisionaments i el de les bones idees.

## Argument
Durant la Segona Guerra Mundial, un oficial, presoner en un camp de concentració nazi, pretén organitzar una gran evasió en què es veuran implicats dos-cents cinquanta presos. Per dur a terme el seu pla comencen l'excavació d'un túnel. Però quan aquest ja està acabat els alemanys el descobreixen.

## Repartiment
- Steve McQueen: Capità Virgil Hilts
- James Garner: Capità Bob Hendley
- Richard Attenborough: Comandant Roger Bartlett
- James Donald: Coronel Ramsey
- Hannes Messemer: Comandant Von Luger
- James Coburn: Louis Sedgwick
- Charles Bronson: Tinent Daniel Wellinski
- Donald Pleasence: Colin Blythe
- David McCallum: Comandant Eric Ashley-Pitt
- Gordon Jackson: Sandy MacDonald
- Nigel Stock: Tinent Denis Cavendish
- John Leyton: Capità William Dickes
- Angus Lennie: Archibald Ives
- Robert Graf: Werner
- Jud Taylor: Goff
- Hans Reiser: Herr Kuhn, SS
- Harry Riebauer: Strachwitz
- William Russell: Sorren
- Robert Freitag: Capità Posen
- Ulrich Beiger: Preissen (Gestapo)
- George Mikell: Tinent SS Dietrich
- Lawrence Montaigne: Haynes
- Robert Desmond: Griff
- Til Kiwe: Frick
- Heinz Weiss:Kramer
- Tom Adams: Dai Nimmo
- Karl-Otto Alberty: oficial SS Steinach